# Amparo Moraleda
Amparo Moraleda Martínez (Madrid, 1964) es una ejecutiva e ingeniera española. Consejera de compañías como Airbus, CaixaBank, Solvay, Faurecia, AP Moller Maersk y Vodafone, grupo donde ejerció de asesora como consejera independiente a la multinacional  de telecomunicaciones desde 2017.

## Biografía
Antigua alumna del Liceo Francés de Madrid, Amparo Moraleda realizó estudios superiores de Ingeniería Industrial por la Universidad Pontificia de Comillas, titulándose en 1987. Más tarde, cursó un máster en Administración empresarial por el IESE - Universidad de Navarra. En 1988 entró en IBM, para pasar en 2001 a hacerse cargo de la presidencia ejecutiva de la compañía para España y Portugal.

## Trayectoria
En 2005 fue nombrada presidenta ejecutiva de IBM para España, Portugal, Grecia, Israel y Turquía. A finales de 2008 dejó la compañía para incorporarse a Iberdrola como directora de operaciones para el área Internacional, cargo que ocupó hasta febrero de 2012, cuando fue sustituida por Ramón de Miguel. En abril de 2014 es nombrada consejera independiente de CaixaBank. En mayo de 2015 sustituyó a Josep Piqué como consejera española de Airbus.

## Reconocimientos
El 6 de octubre de 2016 Amparo Moraleda ingresa en la Real Academia de Ciencias Económicas y Financieras (RACEF) como Académica de Número.
En el año 2006 recibió el Premio EVAP, galardón que concede la Asociación de Empresarias y Profesionales de Valencia (evap/BPW) como reconocimiento a su trayectoria profesional.  